# Epidesma satania
Epidesma satania là một loài bướm đêm thuộc phân họ Arctiinae, họ Erebidae.